# Plus irlandais que les Irlandais eux-mêmes
« Plus Irlandais que les Irlandais eux-mêmes » (en irlandais : Níos Gaelaí ná na Gaeil iad féin, et en latin : Hiberniores Hibernis ipsis) était une phrase concernant le Moyen Âge mais inventée au XIXe siècle pour décrire le phénomène par lequel les étrangers venus en Irlande, en tant que forces d'invasion, tendaient à s'intégrer dans la société irlandaise, et à y adopter la langue, la culture, le style d'habillement et tout ce qui était propre aux Irlandais.

## Qui étaient-ils?
Ces forces étrangères arrivèrent généralement avec Richard FitzGilbert de Clare, Hugues de Lacy, et Gilbert de Angulo. La première famille à être ainsi caractérisée fut les de Angulo, connue sous le nom de Mac Coisdeala (i.e. Gilbert, fils de Jocelyn), nom qui fut donné à ses descendants dans le Connacht. Ce nom fut traduit en anglais par MacCostello, qui devint avec le temps Costello. Alors que ce phénomène fut associé aux premiers envahisseurs, particulièrement aux colons anglais et normands arrivés après le XIIe siècle, et qui furent appelés plus tard les Vieux Anglais, il ne fut pas si souvent associé aux suivants, qui arrivèrent à partir du XVIIe siècle.

## Usage
Cette phrase est toujours couramment utilisée, en terme familier et dans les médias, pour faire référence à l'immigration et à l'intégration en Irlande, et jusqu'à un certain point à la diaspora irlandaise, par exemple dans le The Irish Times, le sénateur Jim Walsh, Dr. Liam Twomey TD, ou le Irish Emigrant, ou dans les discussions concernant les relations entre le patrimoine culturel des Irlandais de la diaspora et les Irlandais d'Irlande. Bien que cette expression conserve sa signification originelle, son usage actuel lui a donné une interprétation plus ouverte d'assimilation ou, dans le cas de la diaspora, de maintien de l'héritage irlandais.
Des débats au Parlement montrent l'âge et le champ d'application de cette expression, soit en traitant de la diaspora :
« Je ne pense pas que ce pays puisse séduire suffisamment les citoyens d'autres États… Les enfants nés à l'étranger de parents irlandais sont parfois plus Irlandais que les Irlandais eux-mêmes, et ils reviendraient dans notre pays avec plus d'expérience et de connaissances…(Sen. Patrick Kenny, 1924) »
ou de façon plus légère, sur l'assimilation :
« De même que jadis, le charme du mode de vie irlandais rendit les envahisseurs normands ‘Hiberniores Hibernicis ipsis’, 'plus irlandais que les Irlandais eux-mêmes', de même les charmes de Galway, appréciés avec bonheur pendant 25 ans, ont rendu une femme, née dans un des comtés séparés, Galviensior Galviensibus ipsis, plus Galwegienne que les Galwegiens eux-mêmes. Helena Concannon TD, 1937  »